# Матерн Кинегий
Матерн Кинегий (лат. Maternus Cynegius) — римский политический деятель конца IV века.
Матерн Кинегий происходил из Римской Испании и был христианином. Возможно, он был викарием Испании в 381 году; есть указ, адресованный ему, но там Кинегий назван префектом претория. Поэтому, видимо, указ относится к более позднему времени. В 383/384 году Кинегий был назначен имперским казначеем (лат. comes sacrarum largitionum). В том же году последовало назначение Кинегия квестором священного дворца.
В 384—388 годах Кинегий был назначен префектом претория. Во время своей поездки в Египет он уничтожил изображения узурпатора Магна Максима в Александрии. Им были изданы законы, запрещающие приносить языческие жертвы, и закрыты, а затем разрушены нехристианские храмы в Египте и Сирии в 384 году. Отклоняясь от политики Феодосия, Кинегий издал ряд антиеврейских законы.
В 388 году во время второго посещения Кинегием восточной части империи (включая и Египет) его сопровождал епископ Марцелл Апамейский. При поддержке Марцелла Кинегий уничтожил следующие языческие храмы: Храм в Эдессе, Кабирийон в Имбросе, Храм Зевса в Апамее, Храм Аполлона в Дидиме, все храмы в Пальмире. В 388 году Кинегий назначается консулом с императором Феодосием I. Во время своего консулата Кинегий скончался в Берите. Именно ему был адресован миссорий, найденный в Испании. Возможно, родственником Кинегия был имперский казначей Эмилий Флор Патерн.